# Legio XIIII Gemina

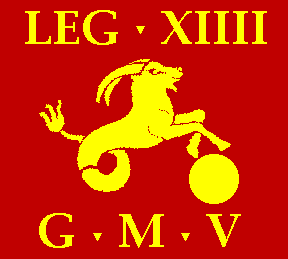
Der Capricorn als Wappentier der Legio XIIII Gemina Martia Victrix, vereinfachte Darstellung

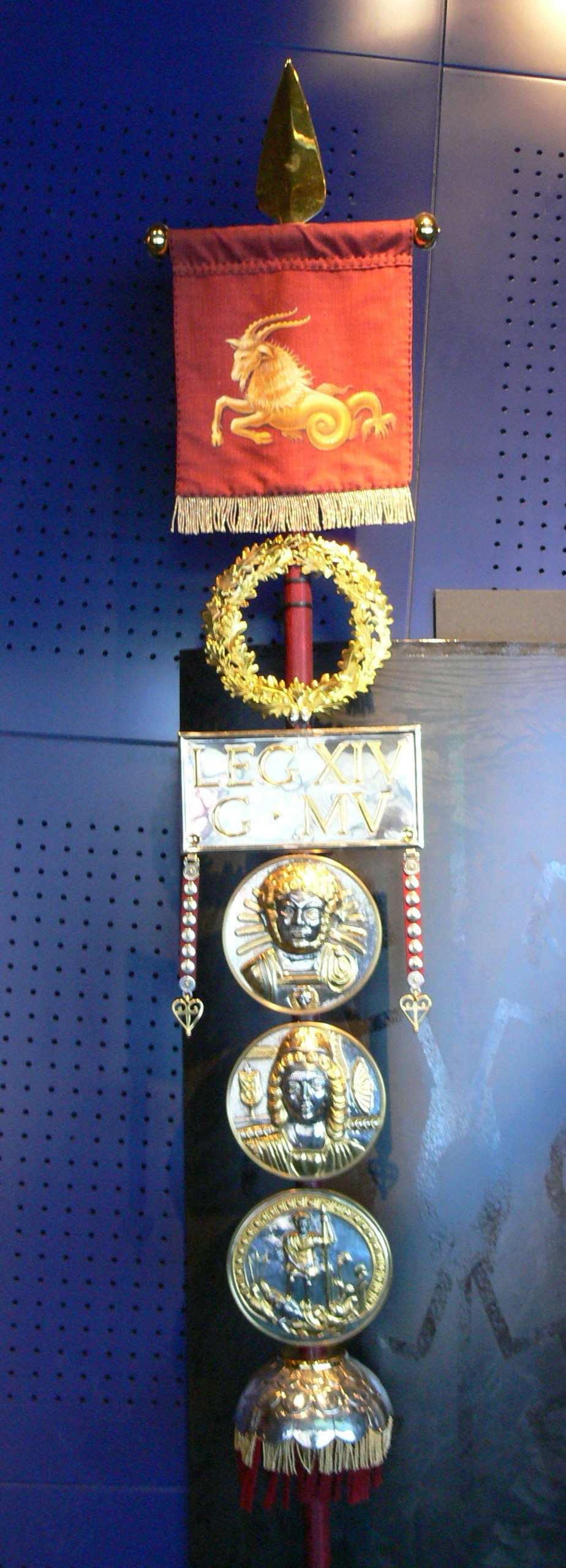
Feldzeichen (signum) der Legion, Replik im Museum Carnuntinum

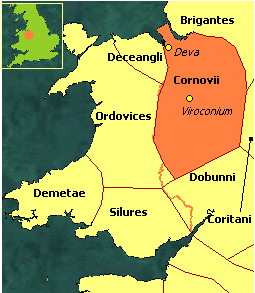
Einsatzgebiet der Legion unter Claudius in Britannien

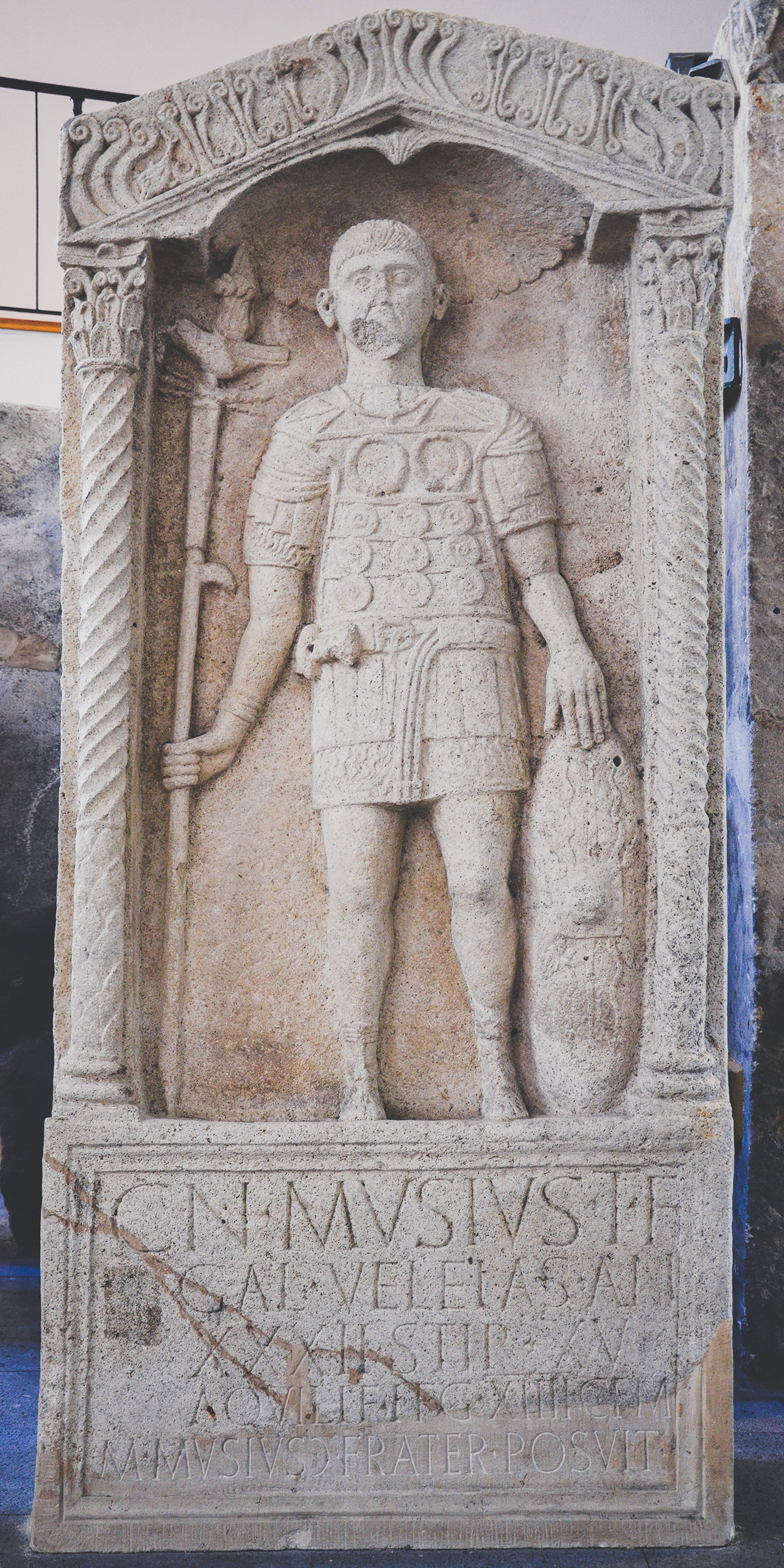
Grabstein des Gnaeus Musius, Standartenträger der Legio XIIII

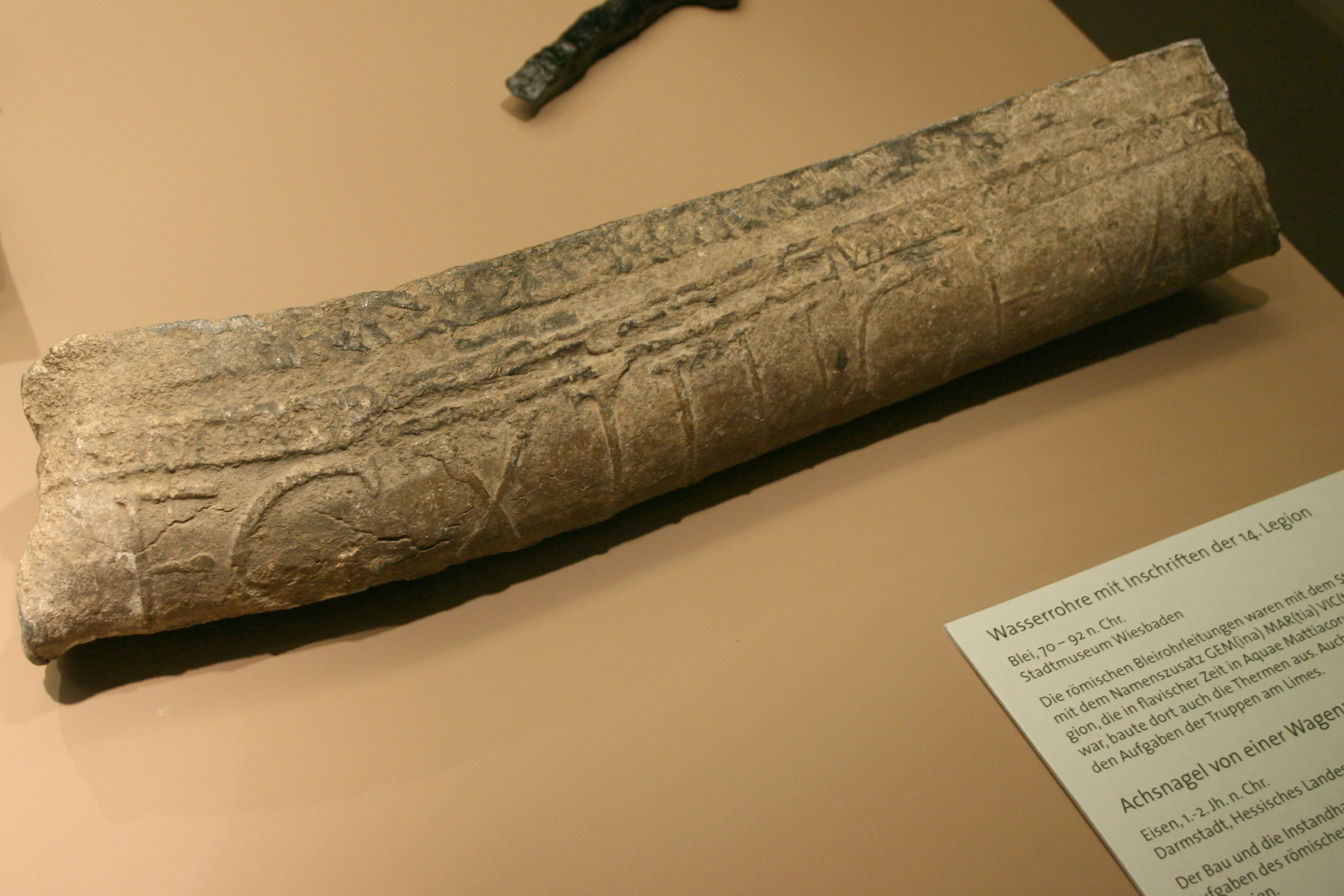
Bleirohr mit Inschrift der Legio XIIII Gemina aus Wiesbaden (Aquae Mattiacorum)

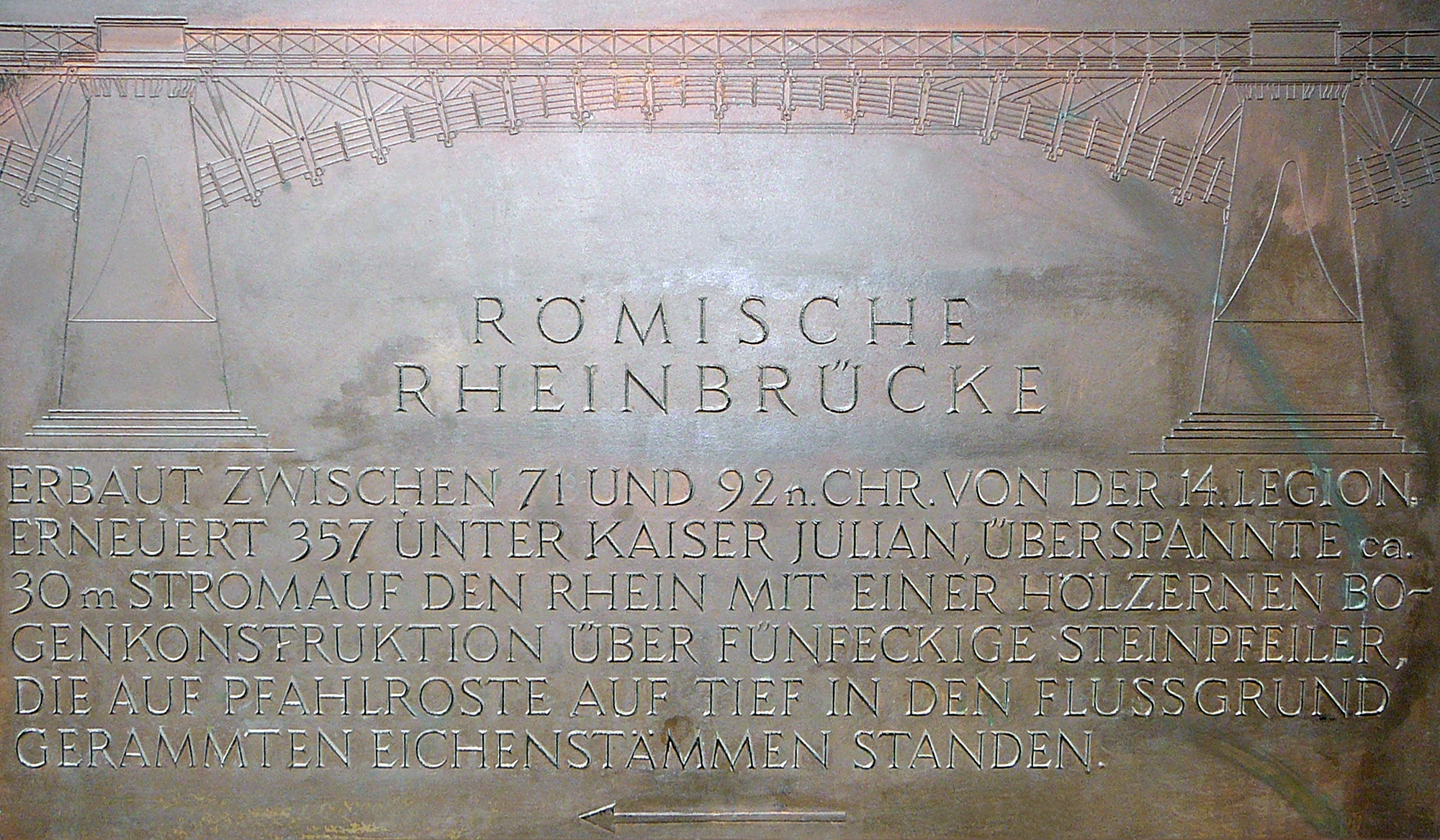
Moderne Brückentafel der Römerbrücke in Mainz, die hier als Holztragwerkkonstruktion mit Segmentbögen dargestellt wird

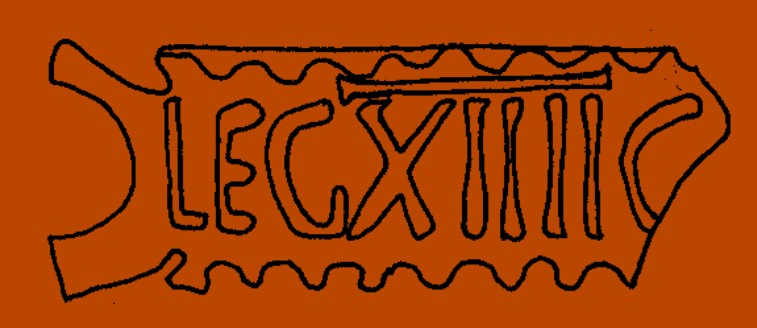
Ziegelstempel in Form einer Tabula ansata der legio XIV Gemina M V, 101–114 n. Chr., gefunden im Kreuzgang des Stiftes in Klosterneuburg

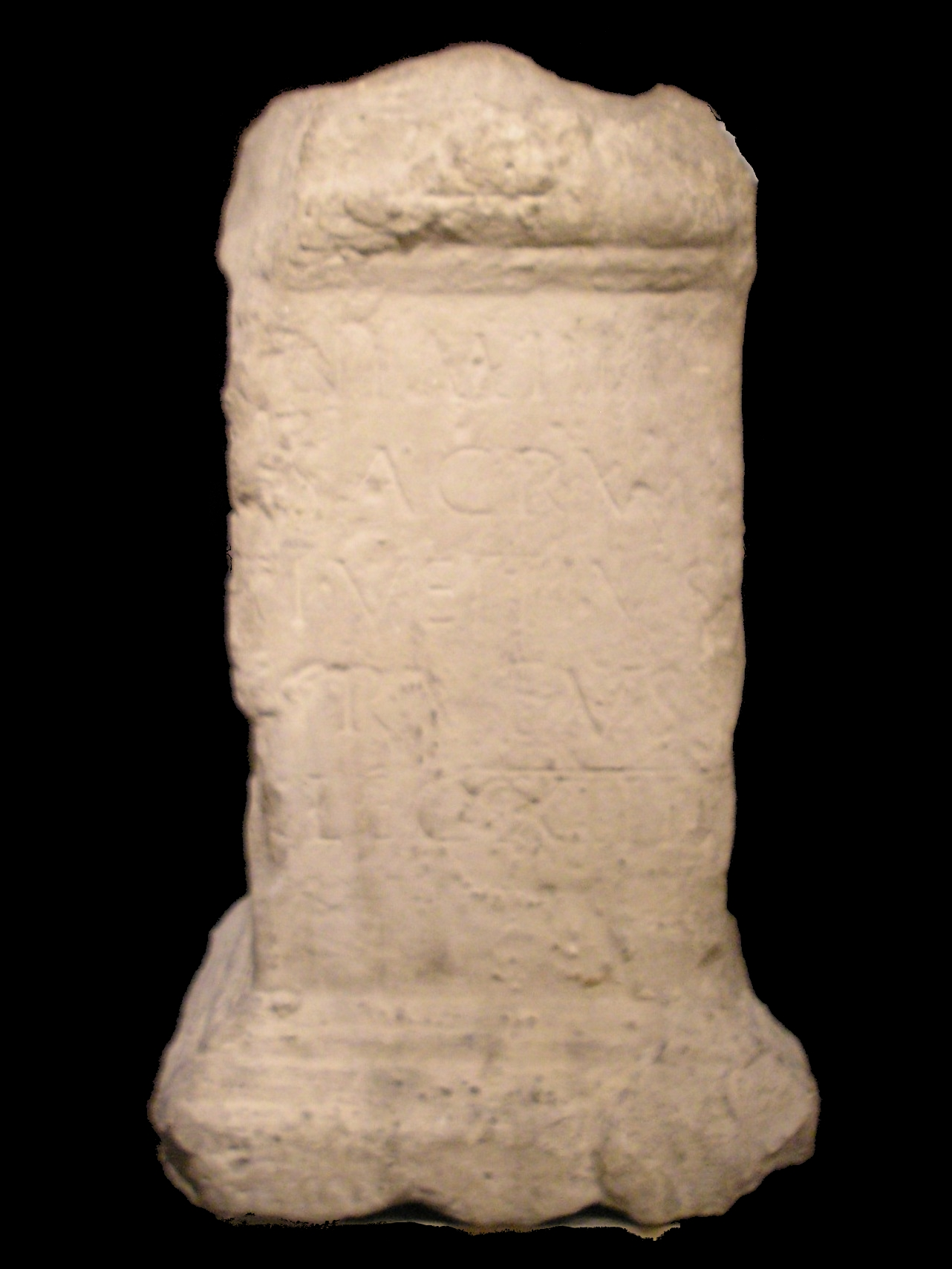
Weihealtar aus Wien. Um das Jahr 102 weihte Titus Vettius Rufus, Centurio der Legio XIIII Gemina, diesen Altar den Nymphen.

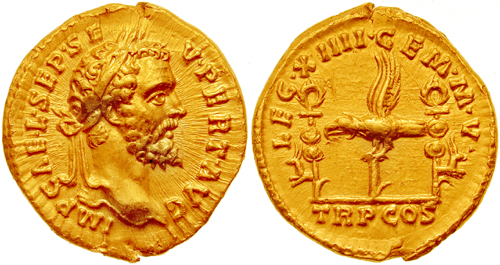
Unter Septimius Severus im Jahr 193 geprägter Aureus zu Ehren der Legion
IMPerator CAEsar Lucius SEPtimius SEVerus PERTinax AVGustus
LEGio XIIII GEMina Martia Victrix

Die Legio XIIII Gemina (manchmal auch Legio XIV Gemina) war eine Legion der römischen Armee.
Im 1. und 2. Jahrhundert sind der Capricorn (mythologische Gestalt: halb Steinbock, halb Fisch) und der Adler als Legionsembleme belegt. Seit dem 3. Jahrhundert wurde ausschließlich der Capricorn verwandt.

## Caesars Legio XIIII

### Gallischer Krieg
Die Legio XIIII wurde vielleicht schon von Gaius Iulius Caesar im Jahre 57 vor Christus in Norditalien während der Eroberung Galliens aufgestellt.
Im Winter 54/53 v. Chr. wurde die Legion von den Eburonen unter Ambiorix in ihrem Winterlager bei Aduatuca angegriffen und nahezu aufgerieben. Caesar stellte die Legion 53 v. Chr. wieder her und setzte sie 52 v. Chr. in der Schlacht um Alesia ein.

### Bürgerkriege
Danach nahm sie am Bürgerkrieg gegen Gnaeus Pompeius Magnus teil, wo sie zunächst in Spanien stationiert war. Im Sommer 49 v. Chr. besiegte sie mit der Legio VI Ferrata und Legio VIIII Hispana die Anhänger des Pompeius bei Ilerda (Lleida).
Im Jahr 48 v. Chr. setzte Caesar die Legion in der Schlacht von Dyrrhachium und wohl auch in der Schlacht von Pharsalos ein. Dann wurde die Legion nach Italien verlegt und aufgelöst. Für den Bellum Africum (Afrikanischer Krieg), der mit der Schlacht bei Thapsus im Jahr 46 v. Chr. ein schnelles Ende fand, reaktivierte Caesar die Veteranen der Legion. Dann löste Caesar die Legion um 46/45 v. Chr. wieder auf.

## Octavians Legio XIIII

### Triumvirat und Bürgerkrieg
Ob Octavian die „alte“ Legio XIIII in den Jahren 41/40 v. Chr. wiederherstellte oder eine „neue“ Legio XIIII aufstellte ist unsicher.
Während des Triumvirats setzte Octavian die Legion bis 36 v. Chr. gegen Sextus Pompeius, der Sizilien besetzt hatte, ein. Im Bürgerkrieg kämpfte die Legion bis zur Niederlage des Marc Anton in der Schlacht bei Actium im Jahr 31 v. Chr. auf der Seite Octavians.

### Julisch-claudische Dynastie
Veteranen der Legio XIIII wurden in Italien bei Ateste (Este) angesiedelt. Die Einheit wurde mit Legionären aus den aufgelösten Truppen Marc Antons aufgefüllt und zur Legio XIIII Gemina verschmolzen nach Illyrien verlegt.
Im Jahr 13 v. Chr. wurden die Legio XIIII Gemina und Legio XVI Gallica an den Rhein, in das neu errichtete Lager Mogontiacum (Mainz) verlegt.
Während der Vorstöße nach Germanien unter Augustus verstarb ihr Feldherr Drusus im Jahr 9 v. Chr. nach einem Reitunfall. Danach errichteten die Soldaten der Legio XIIII Gemina und der Legio XVI Gallica ihm zu Ehren in Mainz ein Kenotaph, den Drususstein.
6 n. Chr. führte Gaius Sentius Saturninus mindestens acht Legionen (Legio VIII Augusta und Legio XV Apollinaris aus Pannonia, Legio XX Valeria Victrix aus Illyrien, Legio XXI Rapax aus Raetia, Legio XIII Gemina, Legio XIIII Gemina und Legio XVI Gallica aus Germania superior und eine unbekannte Einheit) von Süden gegen Marbod, den Markomannenkönig, während die Legio I Germanica, Legio V Alaudae, Legio XVII, Legio XVIII und Legio XIX unter Tiberius von Carnuntum aus nach Norden anmarschierten. Das stellte die Hälfte des gesamten Militärpotentials der Römer zu der Zeit dar. Kurz nach Beginn des Feldzugs im Frühjahr des Jahres 6 brach Tiberius ihn wieder ab, als er die Nachricht vom Pannonischen Aufstand erhielt. Allerdings schloss Tiberius vorher noch einen Freundschaftsvertrag mit Marbod, um sich vollkommen auf die schwere Aufgabe in Pannonien zu konzentrieren.
Nach Augustus’ Tod im Jahr 14 n. Chr. wird sie in Mogontiacum (Mainz) erwähnt, als die Rheinlegionen meuterten. Durch Zugeständnisse des Germanicus wurden sie aber bald wieder beruhigt. Acht Legionen nahmen an den Germanicus-Feldzügen im rechtsrheinischen Germanien in den Jahren 14 bis 16 n. Chr. teil. Die Legionen II Augusta, XIII Gemina, XIIII Gemina und XVI Gallica gehörten zur oberrheinischen Heeresgruppe des Germanicus, während die I Germanica, V Alaudae, XX Valeria Victrix und XXI Rapax zur niederrheinischen Heeresgruppe des Aulus Caecina Severus zählten.
In den Jahren 39/40 verlegte Caligula die Legio IIII Macedonica für seinen Feldzug gegen die Chatten nach Mogontiacum (Mainz) in Germania superior (Obergermanien). Der Krieg endete mit einem Sieg Galbas, des Kommandanten des obergermanischen Heeres und späteren Kaisers, im Winter 40/41. Zunächst teilte sie das Lager wohl mit der Legio XIIII Gemina, die im Jahr 43 von der Legio XXII Primigenia abgelöst wurde. Eine Auswertung der Mainzer Inschriften zwischen 13 v. und 43 n. Chr. ergab, dass die Angehörigen der Legio XIIII Gemina zu 79 % aus Italien, zu 17 aus Gallien und zu 3 % aus Österreich stammten.
Vermutlich gehörte die Legio XIIII Gemina zu den römischen Truppen, mit denen Aulus Plautius im Auftrag des Kaisers Claudius 43 n. Chr. Britanniens eroberte. Für ihre Teilnahme am Eroberungsfeldzug liegen keine sicheren antiken Belege vor; ihre Anwesenheit auf der Insel in den folgenden Jahren macht die Annahme aber wahrscheinlich. Es ist aber auch möglich, dass die Legion erst wenig später nach Britannien übersetzte, möglicherweise gemeinsam mit Kaiser Claudius, der der neu eroberten Provinz einen Besuch abstattete.
Bis vermutlich 55 war die Legio XIIII Gemina, möglicherweise gemeinsam mit der Legio VIIII Hispana, in Ratae Corieltavorum (Leicester) stationiert. Nach anderer Forschungsmeinung kommt auch die Stationierung in Lactodurum (Towcester) von 43 bis 48 und in Manduessedum (Mancetter) von 48 bis 56 in Frage. Unter dem Statthalter Publius Ostorius Scapula (47–52) wurde die Legion bei Feldzügen gegen die Kornen (um 47), Deceangli (48) und Briganten (49?) eingesetzt, bevor sie nach Lincolnshire verlegt wurde. In den 50er Jahren kämpfte die Legion gegen die Silurer, Ordovicer, und erneut gegen die Deceangli. In den späten 50er Jahren wurde die Legion nach Viroconium (Wroxeter) verlegt.
Wahrscheinlich für ihre Rolle bei der Niederschlagung des Boudicca-Aufstands 61/62 n. Chr. erhielt sie die ehrenden Beinamen Martia Victrix („kriegerisch und siegreich“). Veteranen der Legionen XIIII Gemina Martia Victrix und XX Valeria Victrix wurden im zerstörten Camulodunum (Colchester) angesiedelt und bauten die Stadt wieder auf.
Kurz nach 65 wurde die Legion aus Viroconium (Wroxeter) abgezogen und von der Legio XX Valeria Victrix abgelöst. Sie wurde um 66/67 für Neros geplanten Kaukasusfeldzug gegen die Parther an die Donau verlegt. Als im Jahr 68 die Statthalter Gaius Iulius Vindex aus Gallia Lugdunensis und Galba aus Hispania Tarraconensis Neros Sturz vorbereiteten, setzte der Kaiser die Legion nach Norditalien in Marsch.

### Vierkaiserjahr und Flavische Dynastie
Im Vierkaiserjahr 69 stellte sich die Legion auf die Seite des Kaisers Otho. Die Legion marschierte mit den anderen pannonischen und illyrischen Legionen nach Italien, jedoch traf nur eine Vexillation der XIIII Gemina rechtzeitig ein, um an der Ersten Schlacht von Bedriacum teilzunehmen. Othos Truppen wurden von Vitellius geschlagen. Vitellius verlegte die Legion wieder nach Viroconium (Wroxeter) in Britannien. An den Kämpfen zwischen Vitellius und Vespasian war die Legion nicht beteiligt.
68/69 n. Chr. brach im Zuge des römischen Bürgerkrieges (Vierkaiserjahr) auch ein Aufstand unter den verbündeten Batavern unter Iulius Civilis aus, der sich schließlich auch auf fast alle rheingermanischen Stämme ausweitete. Alle Kastelle nördlich von Mogontiacum wurden dabei belagert oder zerstört.
Die Legio XIIII Gemina wurde im Jahr 70 zur Verstärkung gegen die Aufständischen von Britannien auf das Festland verlegt. Fabius Priscus führte die Legion gegen die Nervier und Tungerer in der Provinz Gallia Belgica, die sich ergaben. Darauf marschierte die Legion nach Colonia Claudia Ara Agrippinensium und war schließlich auch an der entscheidenden Schlacht bei Vetera (Xanten) im Juli 70 beteiligt.
Nach dem Ende des Bataveraufstandes wurde die Legio XIIII Gemina gemeinsam mit der Legio I Adiutrix wieder in Mogontiacum (Mainz) stationiert. Das alte Holz-Erde-Lager wurde in Steinbauweise neuerrichtet. Das Aquädukt zur Versorgung von Lager, Canabae und Bädern mit einer täglichen Leistung von etwa 6500 m³ täglich, wurde von den Legionen ebenfalls in Stein neu gebaut. Vermutlich nahm die Legion in den folgenden Jahren an allen Feldzügen östlich des Rheins teil.
In Aquae Mattiacorum (Wiesbaden) bauten die Legionen I Adiutrix, XIIII Gemina, XXI Rapax und XXII Primigenia in flavischer Zeit die Thermen aus. Die bleiernen Wasserleitungen wurden von der Legio XIIII Gemina hergestellt. Die Legion baute auch das Wiesbadener Kastell aus. In flavischer Zeit waren Vexillationen der Legio XIIII Gemina in Bingium (Bingen) stationiert. Entsprechende Ziegelstempel an Baumaterial wurden in Bingerbrück gefunden. In Hockenheim befand sich eine Ziegelei der Legion. In Mogontiacum wurde die Legion mit Bauarbeiten an der Pons Ingeniosa (Mainzer Römerbrücke) beschäftigt. Zeitweilig betrieb die Legion in Rheinzabern (Tabernae) und Frankfurt-Nied Ziegeleien.
Domitian, dem es an militärischem Ruhm mangelte, zog im Jahr 83 n. Chr. die Legionen I Adiutrix, XIIII Gemina, XXI Rapax, VIII Augusta, XI Claudia und Vexillationen der drei britannischen II Augusta, VIIII Hispana und XX Valeria Victrix in Germania superior zusammen. Domitian zog über den Rhein und begann die sogenannten Chattenkriegen gegen die mächtigen aber „unruhigen“ Chatten, die im Vorland von Mogontiacum (Mainz) im Taunus und im Gießener Becken lebten. Es ging vermutlich um eine Schwächung der Chatten als letzten größeren Unruheherd in Rheinnähe. Domitian stieß weit ins Kernland der Chatten, das heutige Hessen, vor. Mit weiteren Feldzügen gelang den Römern im Jahre 85 die Unterwerfung des Gebietes der Wetterau, was ein Bestandteil der Germanienpolitik Domitians (Neuordnung der Grenze) war. In der Folge entstanden die Grenzbefestigungen des Taunus- und Wetteraulimes. Domitian nahm den Siegerbeinamen Germanicus an und bildete aus den die Bereichen des ober- und niedergermanischen Heeres mit propagandistischem Aufwand zwei reguläre Provinzen. Nach dem Abschluss des Feldzuges waren acht Vexillationen aus den Legionen Britanniens und Obergermaniens unter C. Velius Rufus, dem Primus Pilus der Legio XII Fulminata, im Gebiet der Lingonen (Nordfrankreich) mit umfangreichen Baumaßnahmen beschäftigt.
Im Jahr 89 schlossen sich die beiden gemeinsam in Mogontiacum stationierten Legionen XIIII Gemina und XXI Rapax dem fehlgeschlagenen Aufstand des Statthalters der Provinz Germania superior Lucius Antonius Saturninus gegen Domitian (81–96) an. Doch der Aufstand wurde schon nach 42 Tagen von den Truppen des Statthalters der Provinz Germania inferior, Aulus Bucius Lappius Maximus, niedergeschlagen, noch bevor Domitian mit starken Verbänden, darunter den Prätorianern, nach Norden gezogen war. Maximus verbrannte Saturninus’ Briefe, um zu verhindern, dass andere hineingezogen würden. Domitian ließ der Niederschlagung der Revolte trotzdem die Hinrichtungen der meisten Offiziere folgen. Angeblich hatten Saturninus, der sein Leben verlor, Germanen zu Hilfe kommen wollen, die aber den aufgetauten Rhein nicht überschreiten konnten.
Vermutlich waren es Bauvexillationen der Legion, die im 1. und 2. Jahrhundert Inschriften in den Kastellen Traismauer, Altenstadt, Marköbel, Höchst, Klosterneuburg, Gerulata, Höflein und Wagbach hinterließen.
Die Legion wurde 92 n. Chr. nach Pannonien verlegt. Zunächst wurde die Legion in Mursellae (Petrijevci bei Osijek) stationiert und später nach Ad Flexum (Mosonmagyaróvár) verlegt. Es kam zu Kämpfen mit den Sueben und Sarmaten, die bis in die Zeit Nervas (95–97) andauerten.

### Adoptivkaiser und Antoninische Dynastie
Das pannonische Legionslager Brigetio wurde entweder während der Regierungszeit des Kaisers Trajan (98–117) oder laut der im Lager geborgenen Bauinschrift um 124/128 n. Chr. durch drei Vexillationen (Abteilungen) aus den Legionen der XIII Gemina, der XIIII Gemina und der XV Apollinaris errichtet. Dies beweisen aufgefundene Ziegelstempel. An den Dakerkriegen (101–106) Trajans nahmen vermutlich ebenfalls nur Vexillationen der Legion teil. Veteranen wurden in Ulpia Traiana Sarmizegetusa, der Hauptstadt der neuen Provinz Dacia angesiedelt. Nach dem Krieg kehrte die Legion nach Vindobona (Wien) zurück, wurde aber spätestens 114 n. Chr. nach Carnuntum verlegt, um dort die Legio XV Apollinaris abzulösen.
Die Legion blieb für mehr als drei Jahrhunderte, bis zum Ende der römischen Herrschaft, in Carnuntum, wenngleich Vexillationen auch anderenorts eingesetzt wurden. Neben dem Lager entwickelte sich eine bedeutende zivile Siedlung, die bereit im Jahr 124 von Hadrian zum Municipium erhoben wurde.
Vexillationen wurden von Antoninus Pius (138–161) in Nordafrika gegen die Mauren und von Lucius Verus (161–169) von 162 bis 166 im Partherkrieg eingesetzt. Während der Markomannenkriege (166–180) schlug Kaiser Mark Aurel sein Hauptquartier in Carnuntum auf.
Im Kastell Favianis aufgefundene Ziegelstempel nennen vor allem die in Vindobona (Wien) stationierte Legio X Gemina und die Legio XIV Gemina aus Carnuntum, die um 150 vermutlich nur Bauvexillationen für die Errichtung des Lagers abkommandiert hatten. Vielleicht stellten die Angehörigen dieser beiden Legionen in der Zeit des Steinlager I für kurze Zeit die Garnison.

### Zweites Vierkaiserjahr und Severer
Nach der Ermordung von Commodus’ Nachfolger Pertinax in Rom am 28. März 193 wurde Septimius Severus, der Statthalter der Pannonia superior, in Carnuntum am 9. April des Zweiten Vierkaiserjahres von der Legion in Carnuntum zum Kaiser ausgerufen.
Ein großer Teil der Legion folgte Septimius nach Rom und verhalf ihm gegen Didius Julianus auf den Thron. Eine Vexillation der Legion siegte gegen Pescennius Niger (193–194), den Gegenkaiser im Osten, an der Kilikischen Pforte und 194 in der Schlacht bei Issos.
Dann nahm sie an Severus’ Partherfeldzug teil, der 198 mit der Einnahme der Hauptstadt Ktesiphon endete. Die Vexillation kehrte 202 nach Carnuntum zurück. In den letzten Jahren seiner Herrschaft verlegte Septimius Severus eine Vexillation nach Britannien und unternahm dort mehrere Feldzüge zum Erhalt des römischen Machtanspruches.
216/217 begleitete eine Vexillation Caracalla auf dessen Feldzug gegen die Parther und war zeitweilig in Apameia am Orontes und Zeugma stationiert. Unter Caracallas Nachfolger Macrinus kam es schließlich bei Nisibis zu einer dreitägigen Schlacht, in der die Römer geschlagen wurden und schwere Verluste erlitten. Dann begannen Verhandlungen, die im Frühjahr 218 mit einem Friedensvertrag endeten.

### Soldatenkaiser und Spätantike
Vermutlich nahm eine Vexillation an den Kriegen der Kaiser Gordian III. (238–244) und/oder Philippus Arabs (244–249) gegen die Sassaniden teil. Im Jahr 260 schloss sich die Legion dem Usurpator Regalianus (260–261) an. Dann unterstützte sie Kaiser Gallienus (260–268) gegen Postumus, den Gegenkaiser des Gallischen Sonderreiches, und wurde für ihre Verdienste mit dem Beinamen Pia VI Fidelis VI (sechsmal pflichtbewusst und treu) geehrt. Nach Gallienus’ Tod wechselte die Legion erneut die Seiten und unterstützte den gallischen Kaiser Victorinus (269–271).
Im 3. Jahrhundert erhielt die Legion mehrmals den Namen des Kaisers als Beinamen: Unter Caracalla (211–217) und/oder Elagabal (218–222) Antoniniana, unter Severus Alexander (222–235) Severiana, unter Gordian III. (238–244) Gordiana, unter Philippus Arabs (244–249) Philippiana und unter Maximian (286–305) Maximiana.
Im 4. Jahrhundert hatte die Legion auch Marinesoldaten (militum liburnariorum) in ihren Reihen. Diese versahen ihren Dienst auf Liburnen (leichte Flusspatrouillenschiffe) zur Überwachung der Donau und zählten zu den Limitanei (Grenztruppen). Die Quartodecimani, eine von der Legion abgespaltene Einheit (vexillation) unterstanden als Comitatenses (mobile Feldarmee) dem Magister militum per Thracias. Im frühen 5. Jahrhundert befehligte ein Präfekt nur noch die fünfte Kohorte (cohortis quintae) der Legion in ihrem einstigen Stammlager Carnuntum. Diese gehörten zu den norisch-pannonischen Grenztruppen des Dux Pannoniae Primae et Norici Ripensis. Ab dieser Zeit verlieren sich die Spuren der Legion.